# Patate (Équateur)
Pour les articles homonymes, voir Patate.
Patate est un village de la province du Tungurahua en Équateur. Il est situé au centre du pays, entre San Juan de Ambato et Baños, et à quelque 19 km au nord-nord-ouest du Tungurahua, un volcan toujours actif. Le village comptait 13 497 habitants en 2010 et se trouve dans le canton homonyme l'altitude et de 1580 m.

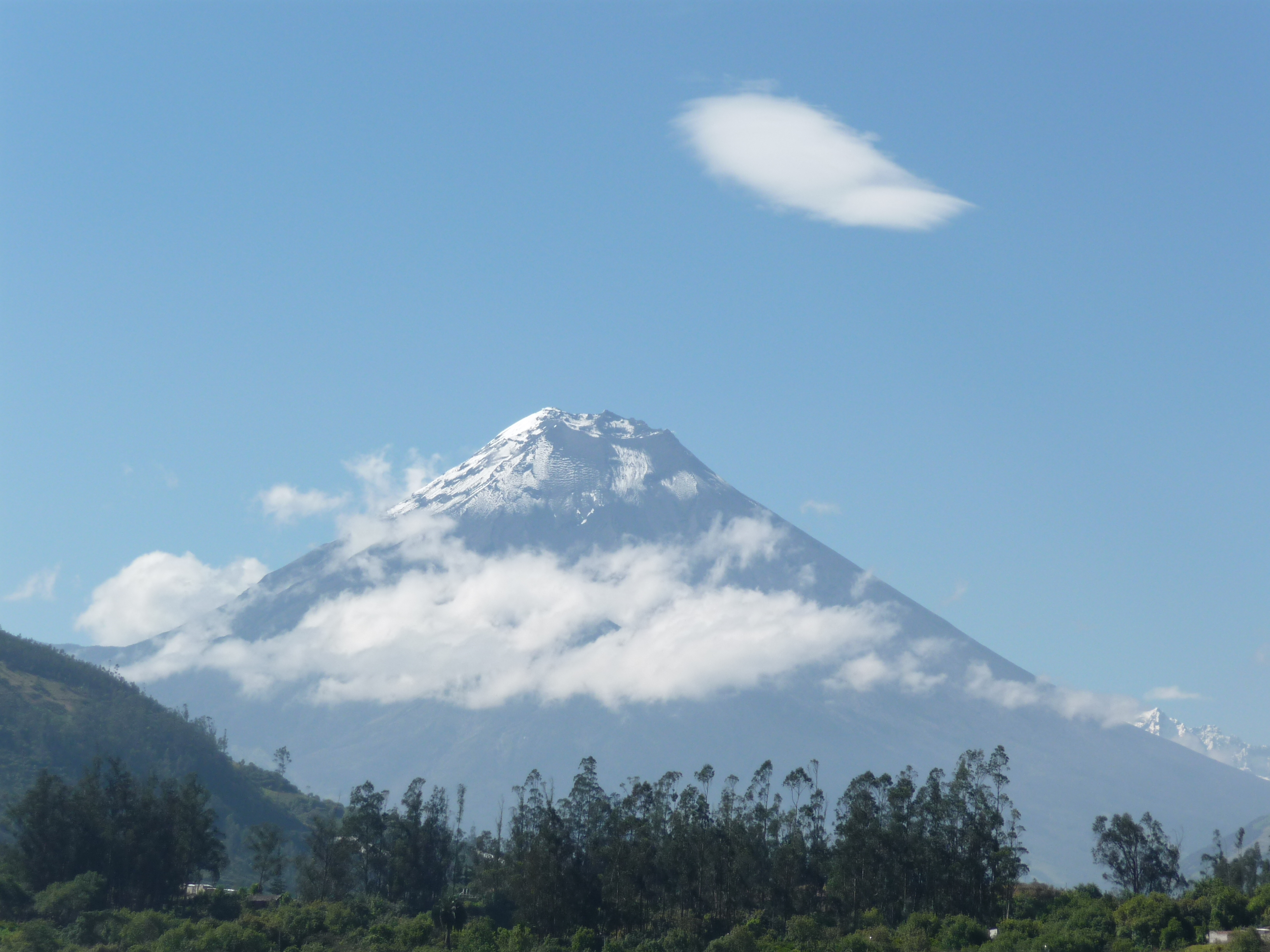
Le volcan Tungurahua vu de Patate, Équateur.